# Watasenia scintillans
Watasenia scintillans е вид главоного от семейство Enoploteuthidae. Видът не е застрашен от изчезване.

## Разпространение и местообитание
Разпространен е в Китай, Северна Корея, Южна Корея и Япония.
Обитава крайбрежията на океани и морета в райони с тропически и умерен климат. Среща се на дълбочина от 163 до 983 m, при температура на водата от 0,2 до 4,2 °C и соленост 33,8 – 34,1 ‰.